# Candida Moss
Candida Moss (Londres, Reino Unido; 26 de noviembre de 1978) es un erudita del Nuevo Testamento, historiadora, académica y catedrática británica. Especializada en historia de las ideas sobre el cuerpo y el poder en el cristianismo primitivo, es profesora de teología "Edward Cadbury" en el departamento de teología y religión de la Universidad de Birmingham. Moss es especialmente conocida por su labor de divulgación, siendo columnista del Daily Beast y colaboradora regular del Atlantic Monthly, New York Times, LA Times, Times Supplement of Higher Education, Slate, Politico y CNN.

## Biografía
Es licenciada (B.A.) y maestra (M.A.) en teología por la Universidad de Oxford, maestra (M.A.R.) en estudios bíblicos por la Escuela de Divinidades de Yale (Yale Divinity School), maestra (M.A.) en estudios religiosos por la Universidad Yale, y doctora (Ph.D.) en Nuevo Testamento por la misma Universidad Yale.

## Premios y distinciones
- Premio Charlotte W. Newcombe, otorgada por la Fundación Nacional de Becas Woodrow Wilson, 2008.
- Premio John Templeton a la Promesa Teológica, otorgada por el libro The Other Christs: Imitating Jesus in Ancient Christian Ideologies of Martyrdom, 2011.

## Obras publicadas
Entre sus obras destacan:
- The Other Christs: Imitating Jesus in Ancient Christian Ideologies of Martyrdom (Oxford University Press, 2010).
- The Myth of Persecution. How Early Christians Invented a Story of Martyrdom (HarperCollins Publishers, 2013).
- Reconceiving Infertility: Biblical Perspectives on Procreation and Childlessness (Princeton University Press, 2015).
- Bible Nation: The United States of Hobby Lobby (Princeton University Press, 2017).
- Divine Bodies: Resurrecting Perfection in the New Testament and Early Christianity (Yale University Press, 2019).